# Kari Brattset Dale
Kari Brattset Dale (født 15. februar 1991) er en norsk håndboldspiller, der spiller for ungarske Győri Audi ETO KC og Norges kvindehåndboldlandshold.
Hun fik debut på det norske A-landshold i marts 2016.